# Taping the Radio
Taping The Radio er det tredje album fra det new zealandske band Steriogram.